# تآثرات غير تساهمية
التآثرات غير التساهمية (بالإنجليزية: Non-covalent interactions)‏ في الكيمياء، هي تآثرات تحدث بين ذرات العناصر الكيميائية لا تشمل الاشتراك في الإلكترونات كما يحدث في الرابطة التساهمية، إنما تكون نتيجة إلى عوامل مختلفة ناتجة عن تآثرات الكهرومغناطيسية (ترابط كهرومغناطيسي) بين الجزيئات أو ضمن الجزيء نفسه. إن الطاقة الكيميائية المتحررة عن تشكيل ترابط أو تآثر غير التساهمي عادة ما تكون في مرتبة 1 - 5 كيلو كالوري/مول. تصنف التآثرات غير تساهمية بشكل عام إلى أربعة تصنيفات وهي المهربائية الساكنة والتآثرات مع الرابطة باي وقوى فان دير فالس والأثر الكاره للماء.
إن التآثرات غير تساهمية هي النمط الشائع في التآثرات الموجودة بين الجزيئات في كيمياء الجزيئات الضخمة، وهي ذات أهمية في الحفاظ على البنية ثلاثية الأبعاد للجزيئات الضخمة، مثل البروتينات والأحماض الأمينية. بالإضافة إلى ذلك، فإن للتآثرات غير التساهمية دوراً مهماً في العديد من العمليات الحيوية المهمة في كيفية الارتباط الانتقائي، كما أن لها دوراً مؤثراً في كيفية تصميم الأدوية وفي درجة التبلور، وبشكل خاص في التجميع الذاتي للجزيئات في علم المواد، وبشكل عام في الاصطناع العضوي للجزيئات العضوية.

## تآثرات كهروستاتيكية

### الرابطة الأيونية
تتضمن التآثرات الأيونية جذب أيونات أو جزيئات ذات شحنات دائمة كلية متعاكسة الإشارة. على سبيل المثال، يتشكل فلوريد الصوديوم من جذب الصوديوم ذي الشحنة الموجبة (Na +) للفلوريد ذي الشحنة السالبة (− F). مع ذلك، يمكن تحطيم هذا الارتباط الخاص بسهولة عند وضعه في الماء، أو المذيبات الأخرى عالية القطبية. يكون الاقتران بالأيونات في الماء محكومًا بالإنتروبيا غالبًا؛ عادةً ما تبلغ قيمة الجذب لجسر ملح واحد نحو ΔG = 5 كيلوجول/ مول عند قوة أيونية متوسطة (I)، عندما تقترب قيمة I من الصفر تزداد القيمة إلى نحو 8 كيلوجول/ مول. عادةً ما تكون قيم ΔG مضافة ولا تتعلق بطبيعة الأيونات المشاركة، باستثناء أيونات الفلزات الانتقالية وغيرها.
يمكن أيضًا رؤية هذه التآثرات في جزيئات حاوية على شحنة موضعية على ذرة معينة. على سبيل المثال، تكون الشحنة السالبة الكلية المرتبطة بالإيثوكسيد، القاعدة المترافقة للإيثانول، مرافقة غالبًا بالشحنة الموجبة لملح فلز قلوي مثل كاتيون الصوديوم (+ Na).

### الرابطة الهيدروجينية
تٌعد الرابطة الهيدروجينية أحد أنواع التآثرات التي تنطوي على جذب ثنائي القطب-ثنائي القطب بين ذرة هيدروجين تحوي شحنة جزئية موجبة وذرة عالية الكهرسبية كذرة أكسجين أو نتروجين أو كبريت أو فلور تحوي شحنة جزئية سالبة (غير مرتبطة تساهميًا بذرة الهيدروجين المذكورة). لا تعد رابطة تساهمية، بل تصنف على أنها تآثر غير تساهمي قوي. تعد هذه الرابطة مسؤولة عن سبب كون الماء سائلاً في درجة حرارة الغرفة وليس غازًا (بالنظر إلى الوزن الجزيئي المنخفض للماء). عادةً، تبلغ قوة الروابط الهيدروجينية 0-4 كيلو كالوري/ مول، لكن قد تكون في بعض الحالات قوية وتصل إلى 40 كيلو كالوري/ مول. وفقًا للينوس باولنغ، تُحدد قوة رابطة الهيدروجينية بشكل أساسي من خلال الشحنات الإلكتروستاتيكية. 

### الرابطة الهالوجينة
الرابطة الهالوجينية هي نوع من التآثرات غير التساهمية التي لا تنطوي على تكوين أو كسر الروابط الفعلية، لكنها بالأحرى مشابهة للتآثر ثنائي القطب-ثنائي القطب المعروف باسم الرابطة الهيدروجينية. في الرابطة الهالوجينة، تعمل ذرة الهالوجين كإلكتروفيل، أو الذرة المحبة للإلكترون، وتشكل تفاعلًا إلكتروستاتيكيًا ضعيفًا مع النيوكليوفيل، أو الذرة الغنية بالإلكترونات. غالبًا ما تكون النيوكليوفيلات في هذه التآثرات عالية الكهرسلبية (مثل الأكسجين أو النتروجين أو الكبريت)، أو قد تكون أنيونية، تحمل شحنة كلية سالبة. بالمقارنة مع الرابطة الهيدروجينية، تحل ذرة الهالوجين محل الهيدروجين المشحون جزئيًا كإلكتروفيل.
لا ينبغي الخلط بين الروابط الهالوجينية والتآثرات الهالوجينية-العطرية، إذ إن المصطلحين مرتبطان ولكنهما يختلفان في التعريف. تتضمن التآثرات الهالوجينية-العطرية غمامة-π عطرية غنية بالإلكترونات باعتبارها نيوكليوفيل. تقتصر الروابط الهالوجينية على النيوكليوفيلات أحادية الذرة.  

## قوى فان دير فالس
قوى فان دير فالس نوع من أنواع التآثرات الإلكتروستاتيكية التي تنطوي على ثنائيات أقطاب دائمة أو محرَّضة (أو متعددة). وهي تشمل ما يلي:
- قوى ترابط بين جزيء قطبي-جزيء قطبي، تسمى قوة كيسوم
- قوى ترابط بين جزيء قطبي-جزيء غير قطبي، أو قوة ديباي
- قوى ترابط بين جزيء غير قطبي-جزيء غير قطبي، يشار إليها عادةً باسم قوى تشتت لندن

لا تُصنف عادةً الروابط الهيدروجينية والروابط الهالوجينية كقوى فان دير فالس.

## اقرأ أيضاً
- رابطة تساهمية